# Heeria
Heeria là chi thực vật có hoa trong họ Mua.